# Thamnodynastes pallidus
Thamnodynastes pallidus — вид змій родини полозових (Colubridae). Мешкає в Південній Америці.

## Поширення і екологія
Thamnodynastes pallidus в Колумбії, Венесуелі, Бразилії, Гаяні, Французькій Гвіані, Суринамі, Еквадорі, Перу і Болівії. Вони живуть у вологих рівнинних тропічних лісах, на висоті до 450 м над рівнем моря.